# Glaucidae
Glaucidae är en familj med färggranna havssniglar. De är marina blötdjur i stammen snäckor, i överfamiljen Aeolidioidea.

## Släkten och arter
Släkten och arter i familjen Glaucidae inkluderar:
- Släkte Antonietta Schmekel, 1966 [2]
  - Antonietta janthina
  - Antonietta luteorufa (Schmekel, 1966)
- Släkte Austraeolis Burn, 1962[2]
  - Austraeolis catina
  - Austraeolis ornata
- Släkte Bajaeolis Gosliner & Behrens, 1986[2]
  - Bajaeolis bertschi
- Släkte Dicata Schmekel, 1967[2]
  - Dicata odhneri
- Släkte Dondice Marcus, 1958[2]
  - Dondice banyulensis
  - Dondice occidentalis
  - Dondice parguerensis
- Släkte Facelinopsis Pruvot-Fol, 1954 [2]
  - Facelinopsis marioni
- Släkte Glaucilla Bergh, 1868
  - Glaucilla marginata
- Släkte Glauconella Gray, 1850[3]
- Släkte Glaucus Forster, 1777
  - Glaucus atlanticus Forster, 1777
- Släkte Godiva Macnae, 1954[2]
  - Godiva quadricolor (Barnard, 1927)
  - Godiva rachelae Rudman, 1980
  - Godiva rubrolineata Edmunds, 1964
- Släkte Hermissenda Bergh, 1879 [2]
  - Hermissenda crassicornis
- Släkte Hermosita Gosliner & Behrens, 1986 [2]
  - Hermosita hakunamatata
- Släkte Jason Miller, 1974 [2]
  - Jason mirabilis
- Släkte Learchis Bergh, 1896[2]
  - Learchis evelinae
  - Learchis poica
- Släkte Nanuca Marcus, 1957 [2]
  - Nanuca sebastiani
- Släkte Palisa Edmunds, 1964 [2]
- Släkte Pauleo Millen & Hamann, 1992 [2]
  - Pauleo jubatus
- Släkte Sakuraeolis Baba & Hamatani, 1965 [2]
  - Sakuraeolis enosimensis
  - Sakuraeolis gerberina
  - Sakuraeolis gujaratica
  - Sakuraeolis kirembosa
  - Sakuraeolis nungunoides
  - Sakuraeolis sakuracea
- Släkte Setoeolis Baba & Hamatani, 1965[2]
  - Setoeolis inconspicua